# Raum (Philosophie)
Raum (von ahd. und mhd. rûm, ursprünglich „das nicht Angefüllte“) wird in der Philosophie vor allem als leerer Raum und damit als Bedingung des Auseinander- und Nebeneinander-Seins verschiedener ausgedehnter Dinge zur selben Zeit behandelt. Dieser Begriff ist in der Diskussion unmittelbar mit dem der Materie als substanzerfülltem Raum und der Ausdehnung verknüpft. Im Alltagsverständnis oder in naiver Theorie wird der Raum daher nach dem Vorbild eines allgemeinsten Behälters vorgestellt.
Zugleich hat „Raum“ schon im Alltagsgebrauch eine Bedeutungsvielfalt, die sich ebenfalls in der Philosophie widerspiegelt. So ist das persönliche Raumerleben für Lebensphilosophie und Anthropologie wichtig, während in der Mathematik abstrakte und konkrete Strukturen ebenfalls als Raum bezeichnet werden. In jüngerer Zeit ist unter dem Begriff „Raumtheorie“ ein verstärktes geistes- und gesellschaftswissenschaftliches Interesse am Raum festzustellen; siehe dazu auch Raumsoziologie.

## Themen der Philosophie des Raumes
Die Philosophie des Raumes beschäftigt sich mit den Fragen, ob es so etwas wie „Raum“ wirklich gibt oder ob er nur eine Anschauungsform ist, ob der Raum endlich oder unendlich zu denken ist, ob leerer Raum existiert, ob es den Raum gleichberechtigt neben der Materie gibt, ob ein absoluter Raum existiert oder der Raum nur die Lagebeziehungen der Objekte definiert und welche Bedeutung der Raum für den Menschen hat.

## Antike
Noch bevor die frühen griechischen Naturphilosophen Antworten auf die Frage nach einem Grundprinzip, einer einheitlichen Ursache von allem stellen, befasst sich Hesiod im 7. Jahrhundert vor Christus mit dem Anfang von allem. Seinen Begriff von Raum entfaltet er gleich zu Beginn seiner „Theogonie“, eines Mythos von der Entstehung der Götter, der auch (als Kosmogonie) die Entstehung der Erde und des Kosmos beschreibt, indem er darlegt, dass noch vor den Göttern das Chaos entstanden sei.
Das Wort „Chaos“ bedeutet im Griechischen aber nicht wie in unserem heutigen Sprachverständnis „Unordnung“, sondern vielmehr „Höhlung“ oder „Spalt“. Erst danach werden die ältesten Götter erschaffen – Gaia, die Erde, und – von Gaia selbst erzeugt – Uranos, der Himmel. Das Chaos bildet so quasi die Horizontlinie zwischen Erdboden und Himmel. Damit ist der (leere) Raum erstmals begrifflich bestimmt – zum einen als Unterschied zwischen zwei Zuständen, und zum anderen definiert er überhaupt den Unterschied zwischen Himmel und Erde. „Er ist ein Ganzes und der Unterschied, ein Behältnis und Trennung, Container und Grenzverlauf zugleich.“ So nimmt bereits der früheste Raumbegriff all die Fragen vorweg, die in etwa zweieinhalbtausend Jahren westlicher Philosophiegeschichte folgen werden.

### Vorsokratiker
Als erster Philosoph wird allgemein Thales von Milet im sechsten Jahrhundert vor Christus genannt, der die Epoche der Vorsokratiker einleitet. Das revolutionär Neue an ihrem Ansatz ist, dass sie den Versuch unternehmen, natürliche Phänomene zu erklären, ohne dazu das Handeln von Göttern vorauszusetzen. Die Überlegungen von Thales und den Vorsokratikern kreisen um die Frage nach dem Grund oder dem Anfang der Dinge – griechisch ‚arche‘.
Für Thales ist die Ursubstanz das Wasser. Durch Verdichtung, Verdünnung oder Umwandlung soll alles aus dem Wasser hervorgegangen sein. In dieser Formulierung einer Hypothese über die Herkunft der Dinge erkennen wir heute den Übergang vom mythischen zum wissenschaftlichen Denken.
Der Widerspruch zwischen der Vielfalt der Erscheinungen und einem einheitlichen Prinzip dahinter wird auch die Philosophen nach Thales lange beschäftigen, genauso die Gegensatzpaare von Sein und Werden, dem Unveränderlichen und dem Wechselhaften sowie Wesen und Erscheinung.
Anaximander findet die „arche“ im Unermesslichen und Unvergänglichen – dem „apeiron“, wörtlich übersetzt: das, was nicht von einem Ende zum anderen überfahren oder überquert werden kann – der erste abstrakte Begriff der Philosophiegeschichte. Anaximander formuliert: „Anfang und Ende der seienden Dinge ist das Apeiron.“
Die atomistische Raumlehre von Leukipp und Demokrit fordert – im Unterschied zu Parmenides – die Anerkennung der Existenz des Nicht-Seienden. „In Wahrheit gibt es nur Atome und Leere.“ (VS 68, B 125) Das hat weitreichende Konsequenzen: leerer Raum kann keine Grenze haben; es gibt ihn also nicht nur in diesem Kosmos, sondern auch außerhalb. Es können sich in dieser grenzenlosen leeren Ausdehnung in einer unendlich langen Zeit neben unendlich vielen Atomen auch unendlich viele kosmische Systeme bilden – und wieder untergehen. (VS 68, A 39 f., 81 f.) Leerer Raum ermöglicht nicht nur das Nebeneinander von Körpern, sondern auch deren Bewegung.

### Platon
Die frühen Raumtheorien bilden den Hintergrund für die weiter ausgearbeitete Antwort Platons auf die Frage, was Raum ist. Im Rahmen seiner Ideenlehre stellt er die Frage, wie das Verhältnis der Welt der Ideen (des unveränderlichen Seins) und der veränderlichen Welt der sinnlich wahrnehmbaren Dinge (der Phänomene) zu verstehen sei. Wie er im Dialog Timaios schreibt, ist der Raum als „chora“ (das „Ausweichend-Platzmachende“) eine „dritte Gattung“, bildhaft die „Amme des Werdens“, die zwischen Ideen- und Sinnenwelt vermittelt und Raum gibt für das Werdende und Vergehende. In der Elementenlehre Platons ist der Raumbegriff mathematisch ausgearbeitet: die vier Elemente des Empedokles (Erde, Wasser, Feuer, Luft) werden abstrahiert und auf regelmäßige geometrische („platonische“) Körper übertragen.

### Aristoteles

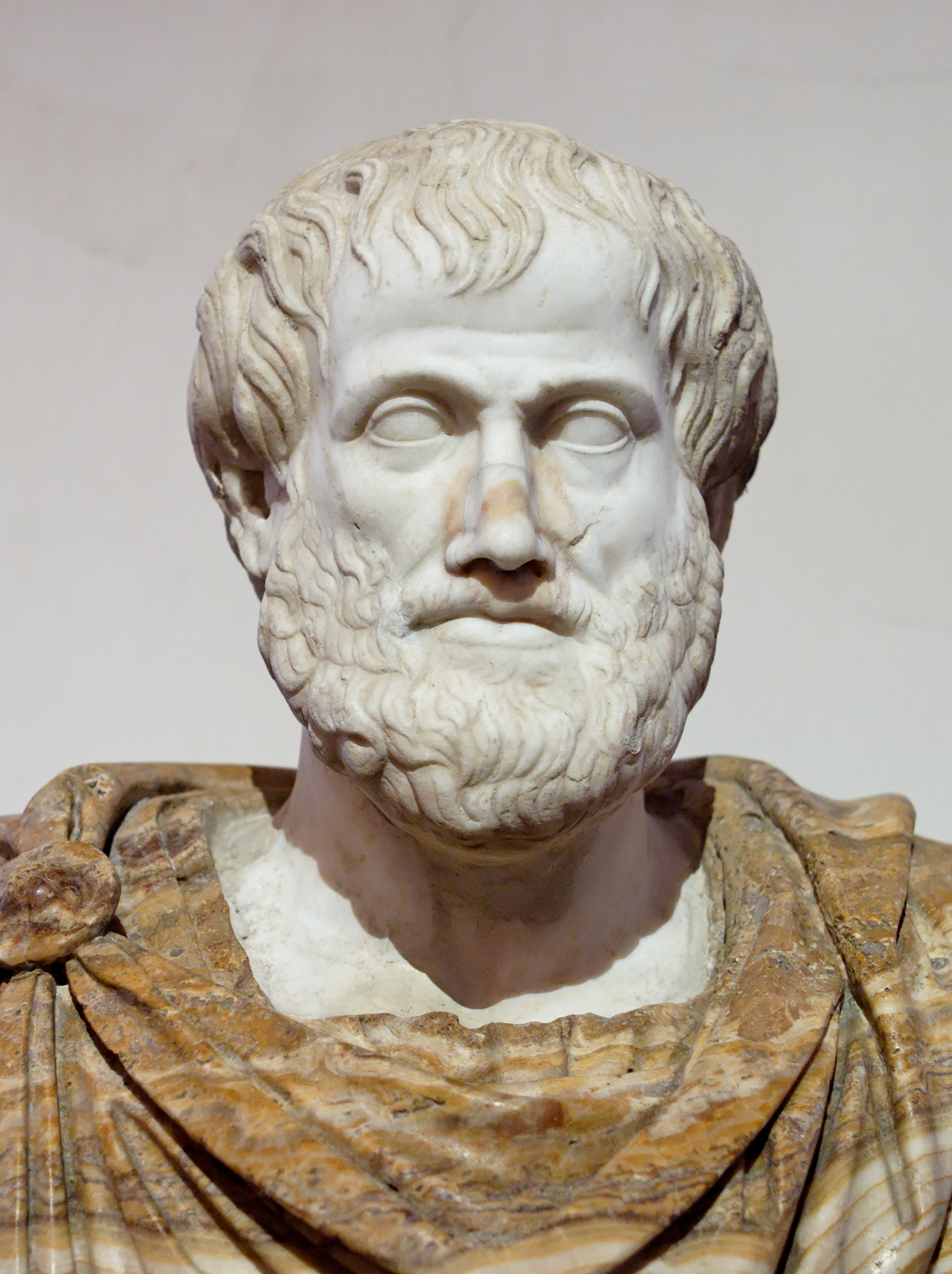

Aristoteles setzt in seiner Raumtheorie (im vierten Buch seiner Physik) einen anderen Schwerpunkt als sein Lehrer Platon. Er versteht die Frage nach dem Raum als eine Frage nach dem Wo, also dem konkreten Platz oder Ort („topos“), eines Körpers. Er definiert den Ort als das, was den materiellen Körper begrenzt und ist der Ansicht, dass es „weder ein für sich abgesondertes Leeres gibt […] noch (ein) der Möglichkeit (vorhandenes)“; leerer Raum existiert also nicht. Über der Welt des Wechselnden und Vergänglichen beginnt die Welt des Unvergänglichen, die Sphäre der Himmelskörper. Alle Materie endet nach Aristoteles‘ Ansicht an der äußersten Himmelssphäre, und folglich endet dort auch der Raum. Außerhalb der äußersten Himmelssphäre ist nichts mehr vorstellbar, keine Materie, folglich auch kein Raum, nicht einmal Leere. Der aristotelische Kosmos ist also endlich.
Die aristotelische Raumkonzeption steht wie bei Platon im Zusammenhang mit der Elementenlehre; bei Aristoteles schichten sich die vier Elemente in vollkommener Ordnung um das Weltzentrum herum. Allerdings nimmt Aristoteles ein fünftes Element an, das später „quinta essentia“ und „Äther“ genannt wird.
Wichtig sind auch Aristoteles‘ Überlegungen zum Kontinuum geworden. In Auseinandersetzung mit Zenon von Elea und dessen Paradoxien (zum Beispiel Achills Wettrennen mit der Schildkröte, das Pfeil-Paradoxon) betont er die beliebige Teilbarkeit zum Beispiel einer Linie und kommt so zu einer räumlichen Kontinuumstheorie.

## Neuzeit

### Renaissance
Das Mittelalter war durch räumliche Enge gekennzeichnet, erst im Spätmittelalter und der Renaissance öffnet sich der Raum, und die Diskussion um den Raumbegriff macht wieder Fortschritte. Der Gedanke an die Unendlichkeit des Alls rückt ins Bewusstsein. Ein unendlicher Raum hat aber keinen Platz mehr für den Schöpfergott des Alls, wie Giordano Bruno zeigen will; er wird für seine Lehre von der Inquisition verbrannt. Galilei und Kepler beweisen jedoch durch Beobachtungen, was Kopernikus behauptet hatte, und das neue, heliozentrische Weltbild setzt sich allmählich durch.
Eine Vorbedingung hierfür ist allerdings der Bruch mit dem im Mittelalter dominierenden Weltbild und Denken des Aristoteles, den namentlich der deutsche Naturphilosoph und Theologe Nicolaus von Kues (Cusanus, 1401–1464) vollzieht. Er bringt die Unendlichkeit der Welt wieder in die Diskussion. Da für ihn die Natur nach der göttlichen Vorstellung geformt wurde, hat Gott auch seine eigene Unendlichkeit auf diese übertragen. Im Unendlichen sind alle Gegensätze vereint, da dort Maximum und Minimum zusammenfallen und ein Kreis von einer Geraden nicht mehr unterscheidbar ist.
In der Folge wird Raum vor allem als Raum der Physik aufgefasst, deren Gesetze auf der Erde und für die Himmelsobjekte gelten. Bei Descartes wird die Ausdehnung (extensio) zum zentralen Begriff, um Raum und Materie zu beschreiben. Raum als „ausgedehnte Sache“ (res extensa) ist von der „denkenden“ (und nicht ausgedehnten) Sache (res cogitans) zu unterscheiden. Das erlaubt die Anwendung geometrischer Begriffe auf den Raum und die Materie; beide Begriffe werden beinahe gleichgesetzt. In der Bewegung können Körper ihren Raum wechseln, aber es gibt kein Vakuum, keinen Raum, der nicht durch Materie gefüllt ist.

Kartesisches Koordinatensystem

Descartes entwickelt zudem die Grundlagen für den Begriff des Koordinatensystems: Indem man für die Festlegung eines Punktes im Raum exakt drei Werte (Koordinaten) benötigt, ist der Raum unserer Anschauung als dreidimensional bestimmt.

### Die Kontroverse zwischen Newton und Leibniz
Eine klassische Kontroverse um den Raum wird dann zwischen Newton und Leibniz ausgetragen. Als Antwort auf Descartes löst Newton den Raum aus seiner engen Verknüpfung mit der Materie. Der Raum ist nun ontologisch selbstständig, er würde auch ohne Materie existieren. Newton unterscheidet einen absoluten Raum, der der Beobachtung nicht direkt zugänglich ist, von relationalen Räumen, also Bezugssystemen, in denen Abstände und Bewegungen in Bezug auf bestimmte Objekte gemessen werden können.
„Der absolute Raum bleibt vermöge seiner Natur auch ohne Beziehung auf einen äußeren Gegenstand stets gleich und unbeweglich.“ Der Raum ist ein immaterieller „Behälter“ der Materie und wird von ihr nicht beeinflusst – ist in diesem Sinne absolut. Für Newton ist auch wichtig, dass die Vorstellung eines absoluten Raums Trägheitswirkungen erklären kann, insbesondere die dynamischen Wirkungen bei der Rotationsbewegung (zum Beispiel die Krümmung der Wasseroberfläche in seinen berühmten Eimerexperimenten).
Im berühmten Briefwechsel mit Samuel Clarke, eines Newton-Schülers, der zeitweise für Newton spricht, bringt Leibniz seine Argumente gegen Newtons absoluten Raum vor. Während in Newtons Theorie der Raum unabhängig von der Materie besteht, führt die von Leibniz vertretene relationale Theorie den Raum auf die Lagebeziehungen der Dinge zurück, die gleichzeitig nebeneinander bestehen und sich relativ zueinander bewegen können, so „dass es ohne Materie auch keinen Raum gibt.“. Leibniz schreibt: „Der Raum ist die Ordnung gleichzeitig existierender Dinge, wie die Zeit die Ordnung des Aufeinanderfolgenden“, So sei die „Fiktion eines endlichen materiellen Universums, das in seiner Gesamtheit in einem unendlichen leeren Raume umherspaziert, nicht zulässig. […] Denn abgesehen davon, daß es außerhalb des materiellen Universums gar keinen realen Raum gibt, wäre eine solche Handlung (das Umherspazieren) zwecklos; das hieße arbeiten, ohne damit etwas zu tun, agendo nihil agere. Für niemand, wer es auch sei, ergäbe sich dadurch eine beobachtbare Veränderung.“
Der physikalische Raum ist also nur relational, durch die in ihm bestimmten Lagebeziehungen physikalischer Körper gegeben, weshalb Leibniz auch von einem abstrakten Raum als der „Ordnung aller als möglich angenommenen Stellen“ spricht.
Neben Leibniz kritisiert auch George Berkeley Newtons Vorstellung vom absoluten Raum, weil Orte und Geschwindigkeiten im absoluten Raum prinzipiell unbeobachtbar sind – für Berkeley ist die Wahrnehmbarkeit die Voraussetzung für die Existenz („esse est percipi“ – Sein ist Wahrgenommen-Werden). Diese Debatte verweist auf ein grundlegendes Problem in der Philosophie des Raumes: wie kann man überhaupt etwas über Existenzweise und Eigenschaften des Raumes herausfinden, wie darüber argumentieren? Im englischen Empirismus (Locke, Hume) kommen psychologische Auseinandersetzungen mit der räumlichen Wahrnehmung ins Spiel, der Beitrag der Sinne für räumliche Vorstellungen rückt in den Vordergrund. Untersuchungen dazu werden im 19. und 20. Jahrhundert in der Sinnesphysiologie und in der Gestaltpsychologie intensiviert.

### Kant
Am Ende des 18. Jahrhunderts entwirft Immanuel Kant eine ganz andere Konzeption von Raum und Zeit. Er hatte sich in der vorkritischen Zeit schon intensiv mit dem Raum beschäftigt, hat sich unter anderem mit dem Unterschied von rechter und linker Hand beschäftigt („Händigkeit“, „Chiralität“). In der „Kritik der reinen Vernunft“ lässt er aber diese Fragestellungen hinter sich und untersucht erkenntnistheoretisch die Rolle des Raumes in der Sinneserfahrung für das empirische Wissen. Und er stellt fest: Raum und Zeit sind keine gewöhnlichen Gegenstände. Beide sind nicht Gegenstand der Erfahrung im üblichen Sinne, sondern müssen für jede Erfahrung schon vorausgesetzt werden – der Raum ist „reine Anschauung“.
„Wäre also nicht der Raum (und so auch die Zeit) eine bloße Form eurer Anschauung, welche Bedingungen a priori enthält, unter denen allein Dinge für euch äußere Gegenstände sein können, die ohne diese subjektive Bedingung an sich nichts sind: so könntet ihr a priori gar nichts über äußere Objekte synthetisch ausmachen. Es ist also ungezweifelt gewiß, und nicht bloß möglich, oder auch wahrscheinlich, daß Raum und Zeit, als die notwendigen Bedingungen aller (äußeren und inneren) Erfahrung, bloß subjektive Bedingungen aller unserer Anschauungen sind […].“ (B 66)
Kant argumentierte (B 42-43):
1. Raum und Zeit selbst sind keine Begriffe, sondern Anschauungsformen. Sie sind keine kontingenten Eigenschaften, „die an Gegenständen haften“.
2. Raum und Zeit können keine empirischen Anschauungen sein, weil sonst Geometrie und die reine Physik keine Aussage a priori machen könnten.
3. Raum und Zeit sind abhängig vom erkennenden Subjekt. Sie sind Form der Erkenntnisweise des Menschen. Sie gelten nur „für uns“ und nicht „an sich“.

„Wir mögen das Ganze von Raum und Zeit noch so weit zerlegen, so führt uns dies doch zu keinem gedanklich »Einfacheren«, zu keinem Begriff von weniger komplexem Inhalt zurück, sondern in jedem Fuß und jeder Elle, in jeder Minute und Sekunde müssen wir, um sie überhaupt zu begreifen, die Totalität des räumlichen Beisammen und des zeitlichen Nacheinander mitdenken.“

### Vom 19. Jahrhundert bis zur Gegenwart

#### Abschied von der klassischen Physik
Das 19. Jahrhundert bringt die mathematische Begründung für nicht-euklidische Geometrien, die man zum Beispiel auf einer Kugeloberfläche veranschaulichen kann, sodass auch Dreiecke mit einer Winkelsumme kleiner oder größer als 180° konstruiert werden können. Die Vielzahl von Geometrien, die auf diese Weise möglich werden, führt dazu, dass zwischen einer formalen mathematischen Geometrie und der geometrischen Beschreibung des physikalischen Raums unterschieden werden muss. Die Frage bleibt offen, welche die wahre Geometrie des physikalischen Raumes ist und wie sie herausgefunden werden kann.
Newtons Auffassung vom absoluten Raum (mit dem „Äther“ identifiziert), absoluter Zeit und relativer Geschwindigkeit dominieren zusammen mit der kartesischen Vorstellung des dreidimensionalen Raumes über 200 Jahre lang die Philosophie und die Naturwissenschaften. Die Widerlegung der Vorstellung von einem Äther im Michelson-Morley-Experiment von 1887 führt zur Entwicklung der speziellen Relativitätstheorie Einsteins. Im Raum ist nun – als Folge der Konstanz der Lichtgeschwindigkeit – die Distanz zwischen zwei Punkten nicht mehr absolut, sondern abhängig vom jeweiligen Koordinatensystem, also „relativ“ zu einem Bezugssystem.

#### Raumzeit
Unabhängig gegenüber der Wahl von Bezugssystemen ist dagegen eine aus Raum- und Zeitkoordinaten kombinierte vierdimensionale Größe – die „Vierer-Distanz“. Der raumzeitliche Abstand zwischen zwei beliebigen Ereignissen ist immer derselbe, in jedem Bezugssystem. Raum und Zeit können also nicht mehr unabhängig voneinander bestimmt werden – man spricht deshalb von einer (vierdimensionalen) Raumzeit oder Minkowski-Zeit, benannt nach Einsteins Lehrer Hermann Minkowski. Existenz gibt es nicht (nur) relativ zu einer bestimmten Zeit, ebenso wenig (nur) relativ zu einem Ort. Alles existiert in einem Punkt (oder Gebiet) der Raumzeit, und es existiert schlechthin. Die zeitlose Sicht von Existenz ist als Vorstellung von einem Blockuniversum bekannt.

#### Raumzeit und Materie

Krümmung der Raumzeit

Wie ist nun gemäß der Relativitätstheorie das Verhältnis von Raumzeit und Materie beschaffen? Dazu trifft die allgemeine Relativitätstheorie Aussagen und löst das Problem, dass man sich unter der Schwerkraft in der Physik Newtons nichts vorstellen konnte – sie war eine rätselhafte Fernwirkung. Nach Einsteins Lehre bestimmt die Materie die Geometrie der Raumzeit – sie krümmt sie. Die durch die Gravitationswirkung gekrümmte Bahn eines Körpers bildet in der gekrümmten Raumzeit eine nicht-euklidische Gerade – eine „Geodätische“.
Die Aussagen der allgemeinen Relativitätstheorie haben Konsequenzen auch für das Verhältnis von Raumzeit und Materie: die raumzeitlichen Distanzen zwischen Punkten der Raumzeit hängen von der Verteilung der Materie im Universum ab; damit gibt es keine klare Trennung mehr zwischen Raumzeit und Materie. Das Gravitationsfeld ist im metrischen Feld der Raumzeit enthalten.

#### Quantentheorie
In der Quantentheorie, deren Prinzipien die mikrophysikalische Struktur der Materie berücksichtigen und von eminenter Bedeutung für die moderne Naturphilosophie sind, verlieren die Begriffe „Raum“ und „Zeit“ gänzlich ihre Bedeutung. Es geht in der Quantenphysik nicht um kleine „Sandkörnchen“ – Atome oder Elementarteilchen –, sondern um Quantenzustände, die sich nicht mehr in der Raumzeit befinden, sondern in einem abstrakten mathematischen Raum.

#### Zeitgenössische Raumtheorie
Die neuzeitliche Diskussion des Raumbegriffes war bis weit in das 19. Jh. hinein überwiegend am Raumbegriff der Physik orientiert. Danach wandte sich die Philosophie auch dem Raum bzw. den Räumen zu, den bzw. die der Mensch im alltäglichen Leben erlebt. Gegenstand ist dann der „gefüllte“ Raum, d. h. eine räumlich strukturierte Lebenswelt mit gestalteten Räumen und z. B. deren Erlebnisqualität. Dazu werden in der Lebens- und Existenzphilosophie (Heidegger) und in der Phänomenologie (E. Husserl) vielfältige Überlegungen angestellt. Es werden verschiedene anthropologisch orientierte Beobachtungen angestellt (so z. B. über das Wohnen), und es soll die zentrale Rolle herausgearbeitet werden, die der menschliche Körper – unsere Eigenbewegung und unsere Orientierung im Raum – als Ausgangspunkt für die Raumkonzeptionen haben. So wird weniger eine allgemeine Theorie über den einen Raum entwickelt, stattdessen werden spezielle Überlegungen zu verschiedenen räumlichen Beziehungen angestellt. Dabei sind psychologische und soziologische Überlegungen häufig entscheidender als philosophische Zugangsweisen. Das gilt auch für Untersuchungen, die im Zusammenhang mit dem sog. „Spatial turn“ – oder der „topologischen Wende“ – stehen. Darunter versteht man die im Jahrzehnt 1990–2000 in den Vordergrund gerückte Betrachtungsweise, dass Räume (z. B. architektonische Räume, städtische Räume, Regionen, aber auch z. B. Schlafzimmer, virtuelle Räume etc.) soziale Produkte sind. Häufig ist in dem Zusammenhang von einer „Raumtheorie“ die Rede. Programme, die von einem solchen Ausgangspunkt etwas Neues über den physikalischen Raum sagen wollen – oder andersherum Details aus der Debatte um den physikalischen Raum für den erlebten Raum fruchtbar machen wollen, erscheinen allerdings wenig ergiebig. Die Funktion der verschiedenen Räume muss von den jeweiligen Fachwissenschaften geklärt werden. Die Aufgabe der Philosophie kann nur sein, darauf zu achten, dass die richtigen Begriffe benutzt werden. Werkzeuge der Erkenntnistheorie können eingesetzt werden, um herauszufinden, wie wir überhaupt jeweils Wissen über den Raum erwerben können. Dabei kann die Philosophie nicht ohne die Erfahrungen auskommen, die wir im Alltag und in den Wissenschaften mit dem Raum machen.

### Lexika
- Joachim Ritter, Karlfried Gründer, Gottfried Gabriel: Historisches Wörterbuch der Philosophie. Basel 1992, Bd. 8, Sp. 67–132 – Stichwort „Raum“.
- Johannes Hoffmeister: Wörterbuch der philosophischen Begriffe. (= Philosophische Bibliothek. Band 255). Verlag Felix Meiner, Hamburg 1955, S. 508.
- Hermann Krings, Hans Michael Baumgartner, Christoph Wild (Hrsg.): Handbuch der philosophischen Begriffe.Band 4, Kösel Verlag, München 1973, S. 1154–1168. (Peter Janich, Jürgen Mittelstrass, Raum)
- Gottfried Gabriel, Jürgen Mittelstrass (Hrsg.): Enzyklopädie Philosophie und Wissenschaftstheorie. ISBN 978-3-476-02108-3.
- Stephan Günzel (Hrsg.): Lexikon der Raumphilosophie. wbg Academic in Wissenschaftliche Buchgesellschaft (wbg), Darmstadt 2012. ISBN 3-534-21931-7.

### Weiterführende Literatur
- Jan Aertsen, Andreas Speer: Raum und Raumvorstellung im Mittelalter. (= Miscellanea Mediaevalia. Band 25). Walter de Gruyter & Co., Berlin 1997, ISBN 3-11-015716-0.
- Keimpe Algra: Concepts of Space in Greek Thought. Brill, Leiden 1995 (Philosophia antiqua, Bd. 95).
- Aristoteles: Physik. Vorlesung über die Natur. Griechisch-deutsch, herausgegeben von Hans Günter Zekl. Band 1: Buch I–IV. Meiner-Verlag, Hamburg 1986, ISBN 978-3-7873-0649-7. Band II: Buch V–VIII. Meiner-Verlag, Hamburg 1988, ISBN 978-3-7873-0712-8
- Jürgen Audretsch, Klaus Mainzer (Hrsg.): Philosophie und Physik der Raum-Zeit, Mannheim 1988.
- Andreas Bartels: Grundprobleme der modernen Naturphilosophie, Paderborn 1996.
- Otto Friedrich Bollnow: Mensch und Raum. Kohlhammer, Stuttgart 1990, ISBN 3-17-018471-7.
- Milic Capek (Hrsg.): The Concepts of Space and Time, Dordrecht 1976.
- Rudolf Carnap: Der Raum. Ein Beitrag zur Wissenschaftslehre. (= Kant Studienergänzungshefte. 56). Berlin 1922.
- Martin Carrier: Raum-Zeit, Berlin 2009.
- Edward S. Casey: The Fate of Place. A Philosophical History, Berkeley (CA) 1997.
- Barry Dainton: Time and Space, Chesham 2001.
- Jörg Döring, Tristan Thielmann (Hrsg.): Spatial Turn. Das Raumparadigma in den Kultur- und Sozialwissenschaften, Bielefeld 2008.
- Jörg Dünne, Stephan Günzel (Hrsg.): Raumtheorie. Grundlagentexte aus Philosophie und Kulturwissenschaften, Frankfurt a. M. 2006, ISBN 978-3-518-29400-0.
- John S. Earman: World Enough and Space-Time, Cambridge (MA) 1989.
- Michael Esfeld: Einführung in die Naturphilosophie, 2., vollständig überarbeitete Auflage, Darmstadt 2011
- Alexander Gosztonyi: Der Raum. Geschichte seiner Probleme in Philosophie und Wissenschaften, 2 Bde., Freiburg i.Br./München 1976, ISBN 3-495-47202-9.
- Adolf Grünbaum: Philosophical Problems of Space and Time. New York 1963.
- Stefan Günzel: Philosophie. In: Fabian Kessl, Christian Reutlinger (Hrsg.): Handbuch Sozialraum. Sozialraumforschung und Sozialraumarbeit, Wiesbaden 2019, S. 87–108, hier: 90
- Ulf Heuner (Hrsg.): Klassische Texte zum Raum. Parodos, Berlin 2006, ISBN 3-938880-05-8.
- Christian Hoffstadt: Denkräume und Denkbewegungen. Untersuchungen zum metaphorischen Gebrauch der Sprache der Räumlichkeit. (Dissertation). (= Europäische Kultur und Ideengeschichte. Band 3). Universitätsverlag, Karlsruhe 2009. (Online-Version, PDF 1,3 MB)
- Nick Huggett (Hrsg.): Space from Zeno to Einstein, Cambridge (MA) 1999.
- Nick Huggett, Carl Hoefer: Absolute and Relational Theories of Space and Motion, Stanford Encyclopedia of Philosophy 2006 (Online).
- Rüdiger Inhetveen: Konstruktive Geometrie. Eine formentheoretische Begründung der euklidischen Geometrie. Bibliographisches Institut, Mannheim 1983.
- Max Jammer: Concepts of Space: The history of Theories of Space in Physics. Dover Publications, New York 1993 (Das Problem des Raumes. Die Entwicklung der Raumtheorien. Übersetzt von Paul Wilpert, Wissenschaftliche Buchgesellschaft, Darmstadt 1960), (Vorwort von Albert Einstein)
- Peter Janich: Eindeutigkeit, Konsistenz und methodische Ordnung. Frankfurt 1973.
- Bernulf Kanitscheider: Geometrie und Wirklichkeit., Berlin 1971.
- Bernulf Kanitscheider: Vom absoluten Raum zur dynamischen Geometrie, Mannheim 1976.
- Immanuel Kant: Kritik der reinen Vernunft. 1. Auflage. „Der transzendentalen Ästhetik, Erster Abschnitt, Von dem Raume“, „Der Transzendentalen Analytik, Zweites Hauptstück, Von der Deduktion der reinen Verstandesbegriffe“ (Band 3, S. 71–77) Vollständiger Text in der Wikisource
- Friedrich Kaulbach: Die Metaphysik des Raumes bei Leibniz und Kant. Kölner Universitäts-Verlag, Köln 1960.
- Petra Kolmer, Armin G. Wildfeuer (Hrsg.): Neues Handbuch philosophischer Grundbegriffe. Freiburg i. Br. 2011
- Thomas Krämer-Badoni, Klaus Kuhm (Hrsg.): Die Gesellschaft und ihr Raum, Opladen 2003.
- Alexander Koyré: Von der geschlossenen Welt zum unendlichen Universum, Frankfurt a. M. 1980 (Original: From the Closed World to the Infinite Universe, Baltimore 1957).
- Kyung Jik Lee: Der Begriff des Raumes im ‚Timaios‘ im Zusammenhang mit der Naturphilosophie und der Metaphysik Platons. 1999. – http://nbn-resolving.de/urn:nbn:de:bsz:352-opus-3595
- Paul Lorenzen: Das Begründungsproblem der Geometrie als Wissenschaft der räumlichen Ordnung. In: Philosophia naturalis. 6, 1961.
- Holger Lyre: Philosophische Probleme von Raumzeit-Theorien, in: Andreas Bartels, Manfred Stöckler (Hrsg.), Wissenschaftstheorie, Paderborn 2007.
- Michaela Masek: Geschichte der antiken Philosophie, Wien 2012
- Benjamin Morison: On Location: Aristotle’s Concept of Place. Oxford University Press, Oxford 2002.
- Isaac Newton: Philosophiae Naturalis Principia Mathematica. London 1687. (Minerva 1992, ISBN 3-8102-0939-2)
- Henri Poincaré: Wissenschaft und Hypothese. 1902. (Xenomos Verlag, Berlin 2003, ISBN 3-936532-24-9)
- Hans Reichenbach: Philosophie der Raum-Zeit-Lehre. Verlag Walter de Gruyter, Berlin/Leipzig 1928. (Englisch: The philosophy of space and time. (translated by J. Freud & Hans Reichenbach), Dover Publications, New York 1958)
- Samuel Sambursky: Das physikalische Weltbild der Antike. Artemis Verlag, Zürich 1965
- Moritz Schlick: Raum und Zeit in der gegenwärtigen Physik. Julius Springer Verlag, Berlin 1917. (4. Auflage. 1922)
- Hermann Schmitz: System der Philosophie. Bonn 1964–1980.
- Lawrence Sklar: Space, Time, and Spacetime, Berkeley (CA) 1974.
- J. J. C. Smart (Hrsg.): Problems of Space and Time. New York 1964.
- Elisabeth Ströker: Philosophische Untersuchungen zum Raum. Klostermann, Frankfurt 1965, ISBN 3-465-01249-6.
- Hermann Weyl: Raum, Zeit, Materie. 1918. (8. Auflage. 1993)
- Margaret Wertheim: Die Himmelstür zum Cyberspace. Eine Geschichte des Raumes von Dante zum Internet. Übersetzt von Ilse Strasmann. Piper, München 2002, ISBN 3-250-10417-5.
- Hans Günter Zekl et al.: Art. „Raum“, in: Historisches Wörterbuch der Philosophie, Bd. 8, Basel 1992, Sp. 67–131.